# Ellison (cràter)
Ellison és un cràter d'impacte que es troba en la cara oculta de la Lluna, just darrere de l'extremitat nord-oest de la Lluna, al sud-oest de la gran plana emmurallada del cràter Poczobutt. A l'oest d'Ellison es troba el cràter Coulomb.

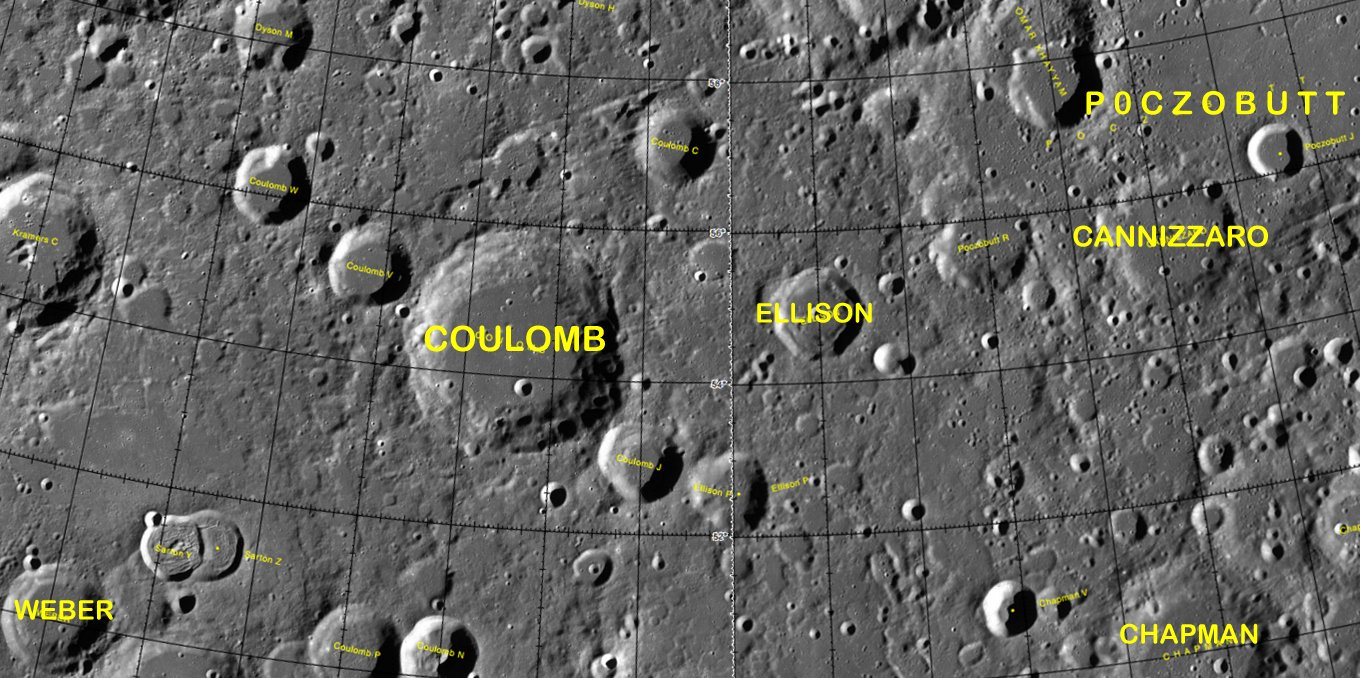
Localització d'Ellison. Fotografia de la missió Lunar Reconnaissance Orbiter

La vora exterior d'Ellison és més o menys circular, amb un sortint cap a l'interior al llarg del bord sud i una lleugera corba cap a fora en sentit nord-nord-oest. Presenta una sola terrassa en la paret interior del nord-est, formada a partir de l'enfonsament dels materials del brocal. En lloc d'un pic central, posseeix un petit cràter situat en el punt central. Un cràter més petit està situat just a l'oest-sud-oest del centre d'aquesta formació, però el sòl interior plànol manca d'altres característiques d'interès.
Ellison es troba en el marge aproximat de la Conca Coulomb-Sarton, una depressió de 530 km d'amplària produïda per un cràter d'impacte del Període Prenectarià.

## Cràters satèl·lit
Per convenció aquests elements són identificats en els mapes lunars posant la lletra en el costat del punt central del cràter que està més prop d'Ellison.
|         | \| Ellison \| Coordenades \| Diàmetre \| \| ------- \| -------------------------------------- \| -------- \| \| P \| 52° 48′ N, 109° 36′ O / 52.8°N,109.6°O \| 32 km \| |          |
| Ellison | Coordenades | Diàmetre |
| P       | 52° 48′ N, 109° 36′ O / 52.8°N,109.6°O | 32 km    |